# Fivetran
 (février 2025).
Si vous disposez d'ouvrages ou d'articles de référence ou si vous connaissez des sites web de qualité traitant du thème abordé ici, merci de compléter l'article en donnant les références utiles à sa vérifiabilité et en les liant à la section « Notes et références ».
 (février 2025).
Motif : Pas de sources secondaires
- Archive Wikiwix
- Bing
- Cairn
- DuckDuckGo
- E. Universalis
- Gallica
- Google
- G. Books
- G. News
- G. Scholar
- Persée
- Qwant
- (zh) Baidu
- (ru) Yandex
- (wd) trouver des œuvres sur Wikidata

| 1. | Préciser le motif de la pose du bandeau. | Précisez le motif de la pose du bandeau en utilisant la syntaxe suivante : {{admissibilité à vérifier\|date=mai 2025\|motif=remplacez ce texte par le motif}}                 |
| 2. | Informer les utilisateurs concernés.     | Pensez à avertir le créateur de l'article, par exemple, en insérant le code ci-dessous sur sa page de discussion : {{subst:avertissement admissibilité à vérifier\|Fivetran}} |

Fivetran est un éditeur américain de logiciels basée à Oakland, en Californie. Elle est spécialisée dans le déplacement automatisé de données, pour centraliser les données provenant de diverses sources vers des entrepôts de données et des lacs de données.

## Histoire
Fivetran est une plateforme d’intégration de données fondée en 2013[réf. souhaitée], dont l’objectif est de simplifier l’extraction et le chargement des données issues de sources diverses vers des référentiels centralisés. L’entreprise permet d’automatiser les flux de données et d’améliorer les capacités d’analyse sans dépendre massivement des équipes d’ingénierie de données. 
Fivetran est valorisé à 5,6 milliards de dollars après un tour d’investissement de 565 millions de dollars, accompagné de l’acquisition de l’entreprise HVR spécialisée également dans l’intégration de données. Cette même année, elle a acquis les entreprises Teleport Data et HVR, renforçant ainsi ses capacités en matière d'intégration de données.

## Produits et services
Fivetran propose une plateforme de déplacement de données automatisée permettant aux entreprises de centraliser efficacement leurs données tout en respectant les exigences de gouvernance et de conformité. Un ELT (Extract, Load, Transform) est un processus d'intégration de données où les données sont d'abord extraites de diverses sources, chargées dans un entrepôt de données sans modification, puis transformées directement au sein de cet entrepôt via des requêtes SQL. Fivetran adopte cette approche en automatisant l'extraction et le chargement des données brutes vers des plateformes comme Snowflake, BigQuery ou Redshift, permettant aux entreprises d'exécuter des transformations à la demande, sans infrastructure ETL dédiée. Cette méthode optimise la scalabilité, réduit la latence et facilite l'accès aux données pour l'analyse et la prise de décision[réf. souhaitée].
La plateforme comprend des connecteurs préconstruits (plus de 600 en 2024) pour diverses applications SaaS, bases de données, ERP et autres sources de données. En septembre 2024, Fivetran a lancé une solution appelée "Hybrid Deployment", permettant aux clients d'exécuter des pipelines de données dans leur propre environnement en utilisant la plateforme gérée de Fivetran[réf. souhaitée].
La plateforme prend en charge les architectures dites de Retrieval-Augmented Generation (RAG), afin de répondre à la demande croissante en matière d'applications d'IA générative, tout en facilitant la gouvernance et la modélisation des données[réf. souhaitée].
Le modèle de tarification de Fivetran, basé sur le nombre de lignes actives mensuelles (Monthly Active Rows), a suscité des critiques pour son imprévisibilité et ses coûts potentiellement élevés, en particulier pour les organisations aux volumes de données variables[source insuffisante]